# Perquenco
Perquenco ist eine Kommune im Süden Chiles. Sie liegt in der Provinz Cautín in der Región de la Araucanía. Sie hat 6905 Einwohner und liegt ca. 40 Kilometer nördlich von Temuco, der Hauptstadt der Region.

## Geschichte
Der Name Perquenco stammt von der Bezeichnung perken ko aus dem Mapudungun und bedeutet etwa so viel wie „schmutziges Wasser“. Vor der Ankunft der Spanier war das Gebiet auch schon von den Mapuche bewohnt gewesen. Nachdem die Spanier das Gebiet in der Region Araukarien zunächst nicht unter ihre Kontrolle bringen konnten, versuchte die chilenische Armee ab 1860 die Region endgültig von den Mapuche einzunehmen. Im Zuge dessen versuchte auch der französische Rechtsanwalt Orélie-Antoine de Tounens in der Region einen eigenen Staat zu gründen, das Königreich von Araukanien und Patagonien, dessen erster König er war. Die Hauptstadt dieses Königreiches befand sich in Perquenco. Dies war jedoch nur von kurzer Dauer, schon bald konnte die chilenische Armee unter der Führung von Cornelio Saavedra Rodríguez das Gebiet einnehmen. Auf dem Gebiet von Perquenco wurde ein Fort der Armee errichtet. 1901 wurde schließlich auf dem Gebiet die Kommune Quillén gegründet, die schließlich 1917 in die Kommune Perquenco umbenannt wurde. In den folgenden Jahren wuchs die Gemeinde stetig und wurde auch weiter infrastrukturell verbessert, so wurde ein Bahnhof gebaut und unter anderem eine Feuerwehr gegründet.

## Demografie und Geografie
Laut der Volkszählung aus dem Jahr 2017 leben in Perquenco 6905 Einwohner, davon sind 3395 männlich und 3510 weiblich. 51,6 % leben in urbanem Gebiet, der Rest in ländlichem Gebiet. Die Kommune Perquenco besteht neben dem gleichnamigen Hauptort noch aus weitern verschiedenen Dörfern und Häuseransammlungen. Die Kommune hat eine Fläche von 330,7 km² und grenzt im Nordwesten an Traiguén, im Norden an Victoria, im Süden an Lautaro und im Westen an Galvarino. Im Süden wird die Kommune durch den Río Cautín begrenzt.

## Wirtschaft und Politik
In Perquenco gibt es 85 angemeldete Unternehmen. Der aktuelle Bürgermeister von Perquenco ist Luis Alberto Muñoz Pérez von der christdemokratischen PDC. Auf nationaler Ebene liegt Freire im 49. Wahlkreis, unter anderem zusammen mit Melipeuco, Victoria und Curacautín.